# Neurergus derjugini
Espèce
Synonymes
- Rhithrotriton derjugini Nesterov, 1916
- Rhithrotriton derjugini var. microspilotus Nesterov, 1916
- Neurergus microspilotus (Nesterov, 1916)

Neurergus derjugini est une espèce d'urodèles de la famille des Salamandridae. 

## Répartition
Cette espèce est endémique d'Iran. Elle se rencontre de 1 300 à 1 400 m d'altitude dans les monts Avroman entre Kermanshah et Kordistan.

## Publication originale
- Nesterov, 1916 : Tri novych chvostatych amfibii is Kurdistana. Annuaire du Musée Zoologique de l'Académie des Sciences de Petrograd, vol. 21, p. 1-30.